# Северный американский уж
Северный американский уж (лат. Nerodia sipedon) — вид змей из семейства ужеобразных, обитающий в Северной Америке.
Общая длина колеблется от 60 см до 1 м. Голова немного узкая. Туловище крепкое, тяжёлое с килеватой чешуёй и с разнообразным рисунком полос. Окраска может быть почти всех оттенков от светло-серого до тёмно-коричневого, а рисунок — от красного до чёрного. Крупные особи могут выглядеть совсем одноцветными, особенно если только выбрались из воды.
Любит болота, пруды и ручьи. Активен днём. Питается рыбой и земноводными.
Это живородящая змея. Самка в августе-октябре рождает до 100 детёнышей.
Вид распространён на востоке и в центре США, исключая крайний юго-восток. Встречается также в провинциях Онтарио и Квебек в Канаде.